# Ägyptisches Wiesel
Das Ägyptische Wiesel (Mustela nivalis subpalmata) ist eine Unterart bzw. eine Population des Mauswiesels (Mustela nivalis), die ausschließlich in Ägypten anzutreffen ist. Sie wurde zeitweise als eigenständige Art betrachtet, der Artstatus wird jedoch begründet angezweifelt.

## Merkmale
Das Ägyptische Wiesel ist etwas größer als das europäische Mauswiesel. Die Männchen erreichen eine Gesamtlänge von 36,1 bis 43,0, während die Weibchen 32,6 bis 36,9 Zentimeter lang sind. Davon entfallen auf den Schwanz 10,9 bis 12,9 Zentimeter bei den Männchen und 9,4 bis 11,0 Zentimeter bei den Weibchen. Die Männchen haben ein Körpergewicht von 60 bis 130 Gramm, die Weibchen wiegen 45 bis 60 Gramm.
Das Wiesel ist sehr schlank gebaut mit einem langen Körper und kurzen Beinen. Der Kopf ist verhältnismäßig klein mit einer breiten Schnauze und kleinen Ohren. Rücken, Kopf, Beine und Schwanz sind dunkelbraun, Kehle und Bauch sind weiß bis cremefarben, manchmal mit einer braunen Fleckung. Der Schwanz ist schlank und an der Spitze dunkler gefärbt.

## Verbreitung

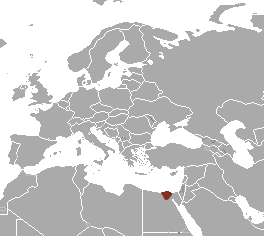
Verbreitungsgebiet des Ägyptischen Wiesels

Die Verbreitung des Ägyptischen Wiesels ist auf das untere Niltal in Ägypten zwischen Bani Suwaif im Süden und Alexandria und dem Nildelta im Norden beschränkt. Es lebt hier in allen Lebensräumen, auch in menschlichen Siedlungen oder in ihrer direkten Nähe, und kann gelegentlich auch in Häusern und in Fahrzeugen entdeckt werden.

## Systematik
Das Ägyptische Wiesel wurde 1833 von den beiden deutschen Naturkundlern Friedrich Wilhelm Hemprich und Christian Gottfried Ehrenberg als eigenständige Art mit dem Namen Mustela subpalmata beschreiben. Es galt danach als Unterart des Mauswiesels (Mustela nivalis), wurde jedoch von 1992 bis 2016 wieder als eigenständige Art betrachtet. Genanalysen zeigten jedoch, dass sich die Tiere nicht vom Mauswiesel unterscheiden und noch nicht einmal der Status als Unterart gerechtfertigt sei. Während das Ägyptische Wiesel im Handbook of the Mammals of the World von 2009 noch als eigenständig beschrieben wird, wird es in All the Mammals of the World 2023, einem Nachfolgeband der Serie, nur noch als Unterart des Mauswiesels dargestellt.

## Bedrohung und Schutz
Das Ägyptische Wiesel wird von der International Union for Conservation of Nature and Natural Resources (IUCN) trotz seines beschränkten Verbreitungsgebietes als „nicht gefährdet“ (Least concern) eingeschätzt, da es sehr anpassungsfähig ist. Ein Rückgang des Bestandes und eine größere Bedrohung des Ägyptischen Wiesels sind nicht bekannt.

## Belege
1. 1 2  
Richard Hoath: A Field Guide to the Mammals of Egypt. American University in Cairo Press, 2009; S. 81–82. (Google Books) (englisch).
2. 1 2  
Mustela subpalmata in der Roten Liste gefährdeter Arten der IUCN 2011. Eingestellt von: R. McDonald, M. Hoffmann, 2008. Abgerufen am 30. Dezember 2011.
3. 1 2  S. Lavière, A.P. Jennings: „Egyptian Weasel Mustela subpalmata“. In: Don E. Wilson, Russell A. Mittermeier (Hrsg.): Handbook of the Mammals of the World. Volume 1: Carnivores. Lynx Edicions, Barcelona 2009, ISBN 978-84-96553-49-1, S. 655 (englisch).
4. ↑  van Zyll de Jong, C.G.: A morphometric analysis of cranial variation in Holarctic weasels (Mustela nivalis). In: Zeitschrift für Säugetierkunde. 57. Jahrgang, 1992, S. 77–93 (englisch, biodiversitylibrary.org).
5. ↑  
Don E. Wilson & DeeAnn M. Reeder (Hrsg.):  Mustela subpalmata (Memento vom 31. März 2016 im Internet Archive) in Mammal Species of the World. A Taxonomic and Geographic Reference (3rd ed) (englisch).
6. ↑  
Mónica Rodrigues, Arthur R. Bos, Richard Hoath, Patrick J. Schembri, Petros Lymberakis, Michele Cento, Wissem Ghawar, Sakir O. Ozkurt, Margarida Santos-Reis, Juha Merilä, Carlos Fernandes: Taxonomic status and origin of the Egyptian weasel (Mustela subpalmata) inferred from mitochondrial DNA. In: Genetica. Band 144, Nr. 2, April 2016, S. 191–202, doi:10.1007/s10709-016-9889-y, PMID 26961232 (englisch).
7. ↑  
Amy Chernasky u. a.: All the Mammals of the World. Lynx Edicions, Juni 2023, ISBN 978-84-16728-66-4. S. 689 (englisch).